# Ō
Ōō – litera alfabetu łacińskiego używana w zapisie języka maoryskiego, rōmaji, w językach polinezyjskich, w łacińskim zapisie języka arabskiego, oraz w jednym ze sposobów zapisu etnolektu śląskiego. Przypisywana jest samogłosce [o:].